# Dick Francis (écrivain)
 (août 2022).
Pour les articles homonymes, voir Francis.
Dick Francis, de son vrai nom Richard Stanley Francis (Lawrenny, Pays de Galles, 31 octobre 1920 - Grand Cayman, Îles Caïmans, 14 février 2010), est un auteur gallois de roman policier et de thriller dans les milieux hippiques.

## Biographie
Fils de jockey, il est pilote de chasse et de bombardiers durant la Seconde Guerre mondiale. Jockey de steeple-chase à partir de 1948, il a l'insigne honneur de porter pendant quatre ans les couleurs de la reine Mère. Il remporte un grand nombre de courses (plus de 350) jusqu'en 1957, date à laquelle il abandonne le métier à la suite d'une chute sévère. En 1957 il publie son premier livre, une autobiographie (The Sport of Queens) qui l'amène à devenir chroniqueur hippique pour le London Sunday Express, poste qu'il occupe pendant 16 ans.
En 1962, il fait paraître son premier roman policier qui rencontre un large public. D'autres suivront, à raison d'un par an durant les 38 années suivantes, sauf en 1998 où il publie un recueil de nouvelles. Tous ses livres ont un rapport plus ou moins étroit avec le monde des courses, même si leurs héros sont des personnages très variés, de l'artiste au détective privé, du marchand de vin au pilote d'avion. Il remporte avec cette série trois Edgar du meilleur roman et est le seul auteur à avoir réussi cette performance.
Il est fait Officier de l'Ordre de l'Empire britannique en 1984.
En 1999, une biographie non autorisée laissait entendre que ses romans ont en réalité été écrits par Mary, son épouse.
Il est un fait que Dick Francis n'a plus rien publié depuis le décès de Mary, en 2000, mais pour faire taire cette rumeur il annonce et fait paraître en 2006 un nouveau livre intitulé Under Orders, une enquête de Sid Halley, ancien joker devenu détective privé et héros de trois précédents romans. Ce personnage a donné lieu à une série télévisée britannique en six épisodes, The Racing Game (1978).
Les quatre derniers titres publiés par Dick Francis ont été écrits en collaboration avec son fils (et gérant) Felix Francis.

## Œuvre

### Romans

#### SérieSid Halley
- Odds Against (1965)
- Whip Hand (1979) Publié en français sous le titre À la cravache !, Paris, Gallimard, Série noire no 1778, 1980 ; réédition, Paris, 10/18 no 2842, 1997
- Come to Grief (1995) Publié en français sous le titre L'Amour du mal, Paris, Belfond, coll. Nuits Noires, 1998 ; réédition, Paris, 10/18 no 2983, 1998
- Under Orders (2006)

#### Autres romans
- Dead Cert (1962) Publié en français sous le titre Patatrot, Paris, Gallimard, Série noire no 792, 1963 ; réédition, Paris, Gallimard, Carré noir no 122, 1973 ; réédition, Paris, 10/18 no 2780, 1996
- Nerve (1964) Publié en français sous le titre Panique au pesage, Paris, Gallimard, Série noire no 887, 1964 ; réédition, Paris, Gallimard, La Poche noire no 59, 1968 ; réédition, Paris, Gallimard, Carré noir no 444, 1982
- For Kicks (1965) Publié en français sous le titre Ventre à terre, Paris, Gallimard, Série noire no 1017, 1966
- Flying Finish (1966)
- Blood Sport (1967) Publié en français sous le titre Vol dans le van, Paris, Gallimard, Série noire no 1241, 1968 ; réédition, Paris, 10/18 no 2670, 1995
- Forfeit (1968) Publié en français sous le titre Forfaits, Paris, Gallimard, Série noire no 1285, 1969 ; réédition, Paris, 10/18 no 2902, 1997
- Enquiry (1969) Publié en français sous le titre En selle pour la trois, Paris, Gallimard, Série noire no 1349, 1970 ; réédition, Paris, 10/18 no 2753, 1996
- Rat Race (1970) Publié en français sous le titre Chasse aux rats, Paris, Gallimard, Série noire no 1427, 1971 ; réédition, Paris, 10/18 no 2946, 1998
- Bonecrack (1971) Publié en français sous le titre Le Casse-pattes, Paris, Gallimard, Série noire no 1496, 1972
- Smokescreen (1972) Publié en français sous le titre Écran de fumée, Paris, Belfond, coll. Thriller, 1987 ; réédition, J'ai lu no 2630, 1989 ; réédition, Paris, 10/18 no 2580, 1995
- Slayride (1973) Publié en français sous le titre La Casaque noire, Paris, Gallimard, Super noire no 3, 1974 ; réédition, Paris, 10/18 no 2614, 1995
- Knockdown (1974) Publié en français sous le titre Adjugé !, Paris, Belfond, 1986 ; réédition, J'ai lu no 2386, 1988 ; réédition, Paris, 10/18 no 2497, 1994
- High Stakes (1975) Publié en français sous le titre Gare aux tocards !, Paris, Gallimard, Super noire no 38, 1976 ; réédition, Paris, 10/18 no 3162, 2000
- In the Frame (1976) Publié en français sous le titre Et voilà le tableau !, Paris, Gallimard, Super noire no 69, 1977
- Risk (1977) Publié en français sous le titre Risqué !, Paris, Gallimard, Super noire no 125, 1979
- Trial Run (1978) Publié en français sous le titre Lunettes sans monture, Paris, Gallimard, Série noire no 1738, 1979
- Reflex (1980) Publié en français sous le titre La Mort au petit trot, Paris, Gallimard, Série noire no 1826, 1981 ; réédition, Paris, 10/18 no 2716, 1996
- Twice Shy (1981) Publié en français sous le titre Le Professeur, Paris, Belfond, 1984 ; réédition, J'ai lu no 2086, 1986 ; réédition, Paris, 10/18 no 2477, 1994
- Banker (1982) Publié en français sous le titre Le Banquier, Paris, Belfond, 1985 ; réédition, J'ai lu no 2149, 1987 ; réédition, Paris, 10/18 no 2545, 1994
- The Danger (1983) Publié en français sous le titre Danger, Paris, Belfond, 1986 ; réédition, J'ai lu no 2467, 1988 ; réédition, Paris, 10/18 no 2498, 1994
- Proof (1984) Publié en français sous le titre Appellation contrôlée, Paris, Belfond, 1987 ; réédition, Paris, 10/18 no 2476, 1994
- Break In (1985)
- Bolt (1986)
- Hot Money (1987)
- The Edge (1988)
- Straight (1989)
- Longshot (1990)
- Comeback (1991)
- Driving Force (1992)
- Decider (1993)
- Wild Horses (1994) Publié en français sous le titre À couteaux tirés, Paris, Calmann-Lévy, coll. Suspense, 1996 ; réédition, Paris, 10/18 no 2983, 1998
- To the Hilt (1996) Publié en français sous le titre Jusqu'au cou, Paris, Belfond, 1986 ; réédition, Paris, 10/18 no 3223, 2000
- 10 LB. Penalty (1997)
- Second Wind (1999) Publié en français sous le titre Dans l'œil du cyclone, Paris, Éditions du Rocher, coll. Thriller, 2001
- Shattered (2000)
- Dead Heat (2007)
- Silks (2008)
- Even Money (2009)
- Crossfire (2010)

### Nouvelles
- Field of Thirteen (1998)
  - 1. Raid at Kingdom Hill (The rape of Kingdom Hill/The race at Kingdom Hill)
  - 2. Dead on red
  - 3. Song for Mona
  - 4. Bright white star
  - 5. Collision course
  - 6. Nightmare (Nightmares) Nattmara
  - 7. Carrot for a chestnut
  - 8. The gift (A day of wine and roses/The big story)
  - 9. Spring fever
  - 10. Blind chance (Twenty-one good men and true)
  - 11. Corkscrew
  - 12. The day of the losers
  - 13. Haig's death

### Autobiographie
- The Sport of Queens (1957)

## Adaptations
- 1974 : Dead Cert, film britannique réalisé par Tony Richardson, adaptation du roman éponyme
- 1977 : Favorit, téléfilm soviétique réalisé par Vasile Brescanu
- 1989 : Dick Francis : Blood Sport, téléfilm irlando-canadien réalisé par Harvey Hart
- 1989 : Dick Francis : Twice Shy, téléfilm irlando-canadien réalisé par Deirdre Friel
- 1989 : Dick Francis : In the Frame, téléfilm irlando-canadien réalisé par Wigbert Wicker

## Sources
- Claude Mesplède (dir.), Dictionnaire des littératures policières, vol. 1 : A - I, Nantes, Joseph K, coll. « Temps noir », 2007, 1054 p. (ISBN 978-2-910-68644-4, OCLC 315873251), p. 782-783 et 917-918 (Sid Halley).
- Claude Mesplède et Jean-Jacques Schleret, SN, voyage au bout de la Noire : inventaire de 732 auteurs et de leurs œuvres publiés en séries Noire et Blème : suivi d'une filmographie complète, Paris, Futuropolis, 1982, 476 p. (OCLC 11972030), p. 187-190.